# مالکوف (ناحیه بروون)
مالکوف (به چکی: Málkov) یک منطقهٔ مسکونی در جمهوری چک است که در ناحیه بروون واقع شده‌است. مالکوف ۳٫۴ کیلومتر مربع مساحت و ۸۴ نفر جمعیت دارد.